# Sobór Zaśnięcia Matki Bożej w Charkowie
Sobór Zaśnięcia Matki Bożej – prawosławny sobór w Charkowie (dawna katedra eparchii charkowskiej Patriarchatu Moskiewskiego); położony na wzgórzu, na brzegu rzeki Łopań, dominuje nad miastem.

## Historia

### Pierwsze budowle
W 1657 w Charkowie powstała pierwsza drewniana cerkiew Zaśnięcia Matki Bożej, położona na terenie twierdzy charkowskiej. W związku ze wzrostem liczby ludności w mieście w latach 1685–1687 na miejscu dzisiejszego soboru wzniesiono nową cerkiew pod tym samym wezwaniem. Była to pierwsza charkowska murowana świątynia prawosławna, konstrukcji krzyżowo-kopułowej, z wolno stojącą dzwonnicą krytą dachem namiotowym. Obiekt ten funkcjonował do 1733, gdy został zniszczony przez pożar. Podjęta została próba odbudowy świątyni, jednak budowla, będąca w złym stanie technicznym, w latach 70. XVIII w. musiała zostać rozebrana. 

### Powstanie soboru
Na miejscu zniszczonej cerkwi powstał nowy murowany sobór, wzniesiony w stylu przejściowym między barokiem a upowszechniającym się w architekturze sakralnej Rosji klasycyzmem. Wzorem dla budowniczych świątyni była cerkiew św. Klemensa w Moskwie, której budowa zakończyła się w 1770. Projekt ikonostasu dla soboru wykonał Bartolomeo Rastrelli. Nowy sobór był znacznie obszerniejszy od starszej cerkwi i jego budowa trwała do 1783. W budynku znalazły się cztery ołtarze: główny – Zaśnięcia Matki Bożej oraz boczne Kazańskiej Ikony Matki Bożej, św. Katarzyny i Świętych Piotra i Pawła. Szczególnym kultem wiernych otaczana była przechowywana w świątyni ikona św. Mikołaja oraz Jelecka Ikona Matki Bożej. Od 1821 do początku lat 40. XIX w. w sąsiedztwie soboru wzniesiono wolno stojącą dzwonnicę z cerkwią św. Aleksandra Newskiego. Obiekt ten miał służyć jako pomnik zwycięstwa w wojnie francusko-rosyjskiej 1812. Ostatnim etapem pracy, w latach 1837–1844, kierował Konstantin Thon. Dzwonnica, która osiągnęła wysokość 89,5 m, była najwyższą budowlą w Charkowie. 
W dniach 9–12 stycznia 1826 w soborze wystawione było ciało cara Aleksandra I, zmarłego w Taganrogu. 

### Wobec rządów komunistycznych
W 1930 budynek, pełniący funkcje katedry eparchii charkowskiej, został odebrany Rosyjskiemu Kościołowi Prawosławnemu i zaadaptowany na cele świeckie, co łączyło się z jego znaczącą dewastacją (m.in. zniszczony został ikonostas). W 1973 przeprowadzony został kompleksowy remont soboru. W 1986 działalność w świątyni rozpoczął Dom Muzyki Organowej i Kameralnej. 

### Obecnie
Administracja obwodu charkowskiego w 2004 zobowiązała się przekazać eparchii charkowskiej Ukraińskiego Kościoła Prawosławnego Patriarchatu Moskiewskiego pomieszczenie w dzwonnicy soboru, zaś do 2006 – cały obiekt. Od 2009, na mocy nowego porozumienia między administracją obwodową i eparchią charkowską, świątynia stała się ponownie własnością Kościoła. Do 2010 sobór był współużytkowany przez parafię prawosławną i filharmonię charkowską. Eparchia charkowska stanie się jedynym administratorem budynku po wzniesieniu w Charkowie nowego obiektu na potrzeby filharmonii.
W marcu 2022 r. sobór został poważnie uszkodzony w trakcie walk o Charków podczas rosyjskiej inwazji na Ukrainę.